# Guia de onda circular
Guias de onda são estruturas que direcionam a propagação de ondas, sejam estas sonoras ou eletromagnéticas, sendo a discussão deste artigo sobre as do último tipo. Essas guias são, de forma geral, canaletas retangulares ou cilindros metálicos ocos usados na transmissão de ondas eletromagnéticas de alta frequência (em geral, na faixa de rádio, microondas e luz visível). No caso em que possuem seção transversal constante, são denominadas guias de onda uniformes, sendo a guia de onda circular aquela cuja seção é um círculo.

## Aplicações

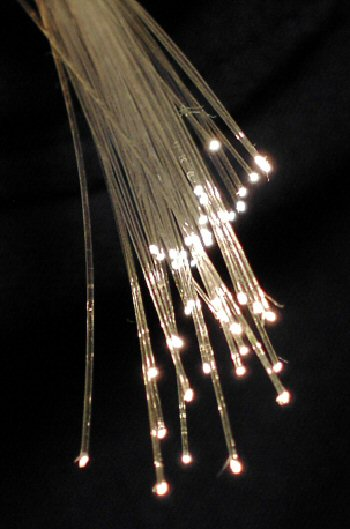
Fibra óptica, um exemplo de aplicação de guias de onda.

As utilizações de guias de onda precedem a cunhagem do próprio nome ou o estudo analítico de suas propriedades. O fenômeno de transmissão de sinais através de canos ocos deu origem a aparatos como os estetoscópios.
Estes elementos também são usados na transmissão de energia entre componentes de sistemas como rádios, ou aparelhos ópticos ou de radar.
Alguns exemplos mais específicos incluem:
- Fibras ópticas: transmitem luz e sinais por longas distâncias com baixa perda de intensidade do sinal.
- Forno de micro-ondas: uma guia de ondas transmite potência do magnetron, onde as ondas são originadas, para a câmara de cozimento.
- Radares: uma guia de onda transmite sinais na faixa de frequências de rádio para e de uma antena;
- Guias de onda são usadas em instrumentos científicos para medir propriedades ópticas, acústicas e elásticas de objetos, por exemplo, sendo colocadas em contato com o espécime estudado, como no caso da ultrassonografia médica.

## História
A proposição inicial, seguida do estudo matemático e experimental das guias de onda se deu ao redor do final do século XIX. O Barão de Rayleigh, John William Strutt, publicou uma análise sobre a propagação de ondas eletromagnéticas em guias de ondas circulares e retangulares preenchidas por um meio dielétrico, em 1897. Um estudo sobre a propagação de ondas em um cilindro dielétrico foi feito por Demetrius Hondros e Peter Debye em 1910. Em 1936, Carson, Mead, Schelkunoff e Southworth, do Bell Telephone Laboratories, forneceram resultados analíticos e empíricos em diferentes publicações.
Uma grande evolução no estudo teórico e experimental sobre a utilização das guias como elementos práticos de comunicação foi observada no período de 1936 a 1940, porém, o estado atual de conhecimento sobre este assunto é devido em maior parte ao esforço conjunto de matemáticos, físicos e engenheiros que trabalhavam em campo durante a Segunda Guerra Mundial. A necessidade de radares que operassem em frequências de microondas implicou uma alta prioridade para análises de guias de ondas e aparelhos que fizessem uso delas, como forma de substituir os sistemas de baixas frequências que convencionalmente predominavam. Simultaneamente, a busca por descrições matemáticas de diferentes soluções para problemas de condições de contorno complicadas se tornou imperativa.

## Campos elétrico e magnético
As várias aplicações das guias de onda criam um interesse em saber mais precisamente como os campos elétricos e magnéticos se comportam em seu interior quando há uma onda eletromagnética se propagando. Esse tipo de informação permite ter critérios para selecionar ou construir uma guia que tenha determinadas propriedades vantajosas para uma aplicação específica.
De um ponto de vista matemático, isso é feito procurando a solução para as equações que regem essas grandezas. Em termos mais técnicos, é possível encontrar a solução analítica para os campos E e H, a partir das equações de Maxwell e das condições de contorno apropriadas.
| Demonstração |
| --- |
| Consideremos que ondas eletromagnéticas de frequência angular {\displaystyle \omega } estejam se propagando em uma guia de onda cilíndrica de raio {\displaystyle a}, preenchido por um meio linear sem perdas, de parâmetros constitutivos(permissividade elétrica e permeabilidade magnética, respectivamente) {\displaystyle \epsilon ,\mu } e sem a presença de fontes (implicando que a densidade de carga {\displaystyle \rho } e a densidade de corrente {\displaystyle \displaystyle \mathbf {J} } que aparecem nas equações de Maxwell são iguais a {\displaystyle 0}). Esse material é delimitado por uma casca cilíndrica condutora perfeita. As descrições serão feitas em termos de coordenadas cilíndricas {\displaystyle (r,\phi ,z)}. As componentes dos campos elétrico, {\displaystyle \mathbf {E} } e {\displaystyle \mathbf {H} } são dadas por: {\displaystyle \mathbf {E} =E_{r}{\hat {r}}+E_{\phi }{\hat {\phi }}+E_{z}{\hat {z}}} {\displaystyle \mathbf {H} =H_{r}{\hat {r}}+H_{\phi }{\hat {\phi }}+H_{z}{\hat {z}}} Para ondas monocromáticas se propagando na direção {\displaystyle {\hat {z}}}, temos que: {\displaystyle \mathbf {E} (r,\phi ,z,t)=\mathbf {E^{0}} (r,\phi ,z)e^{j\omega t-\gamma z}} {\displaystyle \mathbf {H} (r,\phi ,z,t)=\mathbf {H^{0}} (r,\phi ,z)e^{j\omega t-\gamma z}} {\displaystyle \gamma =\alpha +i\beta } Tais ondas são governadas pelas equações de onda de Helmholtz (obtidas das equações de Maxwell para meios materiais): {\displaystyle \nabla ^{2}\mathbf {E} +\omega ^{2}\mu \epsilon \mathbf {E} =0} {\displaystyle \nabla ^{2}\mathbf {H} +\omega ^{2}\mu \epsilon \mathbf {H} =0} Substituindo essas expressões nas equações de Helmholtz, obtemos: {\displaystyle \nabla _{r\phi }^{2}\mathbf {E^{0}} +k_{c}^{2}\mathbf {E^{0}} =0} {\displaystyle \nabla _{r\phi }^{2}\mathbf {H^{0}} +k_{c}^{2}\mathbf {H^{0}} =0} {\displaystyle k_{c}^{2}=\gamma ^{2}+\omega ^{2}\mu \epsilon } O tratamento com o laplaciano vetorial em coordenadas cilíndricas fornece 6 expressões (uma para cada componente dos campos elétrico e magnético), que não são independentes umas das outras. Porém, das equações de Maxwell, temos: {\displaystyle \nabla \times \mathbf {E} =-\mu {\frac {\partial \mathbf {H} }{\partial t}}=-j\omega \mu \mathbf {H} } {\displaystyle \nabla \times \mathbf {H} =\epsilon {\frac {\partial \mathbf {E} }{\partial t}}=j\omega \epsilon \mathbf {E} } {\displaystyle \therefore } {\displaystyle H_{r}^{0}={\frac {1}{k_{c}^{2}}}\left(\gamma {\frac {\partial H_{z}^{0}}{\partial r}}-{\frac {j\omega \epsilon }{r}}{\frac {\partial E_{z}^{0}}{\partial \phi }}\right)} {\displaystyle H_{\phi }^{0}={\frac {1}{k_{c}^{2}}}\left({\frac {\gamma }{r}}{\frac {\partial H_{z}^{0}}{\partial \phi }}+{j\omega \epsilon }{\frac {\partial E_{z}^{0}}{\partial r}}\right)} {\displaystyle E_{r}^{0}={\frac {1}{k_{c}^{2}}}\left(\gamma {\frac {\partial E_{z}^{0}}{\partial r}}+{\frac {j\omega \mu }{r}}{\frac {\partial H_{z}^{0}}{\partial \phi }}\right)} {\displaystyle E_{\phi }^{0}={\frac {1}{k_{c}^{2}}}\left({\frac {\gamma }{r}}{\frac {\partial E_{z}^{0}}{\partial \phi }}-{j\omega \mu }{\frac {\partial H_{z}^{0}}{\partial r}}\right)} Estas equações fornecem as componentes desejadas, desde que tenhamos as componentes longitudinais ao longo do eixo {\displaystyle z}. Vemos então que é possível usar as equações de Helmholtz apenas para obter essas componentes, o que equivale a tomar apenas o resultado de aplicar os laplacianos nas componentes longitudinais, simplificando bastante o cálculo uma vez que agora {\displaystyle \nabla _{r\phi }^{2}} será simplesmente o laplaciano escalar sobre as variáveis radiais e angulares. Isto é: {\displaystyle \nabla _{r\phi }^{2}E_{z}^{0}+k_{c}^{2}E_{z}^{0}=0} {\displaystyle \nabla _{r\phi }^{2}H_{z}^{0}+k_{c}^{2}H_{z}^{0}=0} {\displaystyle \nabla _{r\phi }^{2}={\frac {1}{r}}{\frac {\partial }{\partial r}}\left(r{\frac {\partial }{\partial r}}\right)+{\frac {1}{r^{2}}}{\frac {\partial ^{2}}{\partial \phi ^{2}}}} Veja que as equações para {\displaystyle E_{z}^{0}} e {\displaystyle H_{z}^{0}} são similares. Pelo método de separação de variáveis, com {\displaystyle E_{z}^{0}=R(r)\Phi (\phi )Z(z)}: {\displaystyle \nabla _{r\phi }^{2}E_{z}^{0}+k_{c}^{2}E_{z}^{0}=0\Rightarrow } {\displaystyle \Rightarrow {\frac {1}{r}}{\frac {\partial }{\partial r}}\left(r{\frac {\partial E_{z}^{0}}{\partial r}}\right)+{\frac {1}{r^{2}}}{\frac {\partial ^{2}E_{z}^{0}}{\partial \phi ^{2}}}+k_{c}^{2}E_{z}^{0}=0\Rightarrow } {\displaystyle \Rightarrow \Phi R''Z+{\frac {1}{r}}R'\Phi Z+{\frac {R}{r^{2}}}\Phi ''Z+k_{c}^{2}R\Phi Z=0\Rightarrow } {\displaystyle \Rightarrow r^{2}{\frac {R''}{R}}+r{\frac {R'}{R}}+r^{2}k_{c}^{2}+{\frac {\Phi ''}{\Phi }}=0} Tomando n² como constante de separação para a parte radial, a constante de separação para a parte angular será -n². Ou seja: {\displaystyle R''+{\frac {1}{r}}R'+\left(k_{c}^{2}-{\frac {n^{2}}{r^{2}}}\right)R=0} {\displaystyle \Phi ''+n^{2}\Phi =0} que são duas equações diferenciais de soluções conhecidas, sendo a primeira a equação diferencial ordinária de Bessel, cuja solução é uma combinação de funções de Bessel ordinárias ordem n de primeiro tipo, {\displaystyle J_{n}}, e funções de Neumman ordinárias de ordem n, {\displaystyle N_{n}} de segundo tipo. Isto é: {\displaystyle \Phi (\phi )=A\cos(n\phi )+B\sin(n\phi )} {\displaystyle R(r)=CJ_{n}(k_{c}r)+DH_{n}(k_{c}r)} Sendo {\displaystyle A,B,C,D} constantes relacionadas com as condições de contorno. Como os valores dos campos devem ser finitos na origem, temos, pelas propriedades de {\displaystyle N_{n}}, que {\displaystyle D=0\Rightarrow R(r)=CJ_{n}(k_{c}r)}. Com uma escolha conveniente da origem de {\displaystyle \phi }, podemos também escrever que {\displaystyle \Phi (\phi )=B\cos(n\phi )} Podemos também aglutinar as constantes {\displaystyle B} e {\displaystyle C} em uma constante {\displaystyle C_{n}}. Podem-se definir os modos TM, TE e TEM, que correspondem aos casos {\displaystyle H_{z}^{0}=0,E_{z}^{0}=0} e {\displaystyle H_{z}^{0}=E_{z}^{0}=0}, respectivamente. |

## Condição de contorno

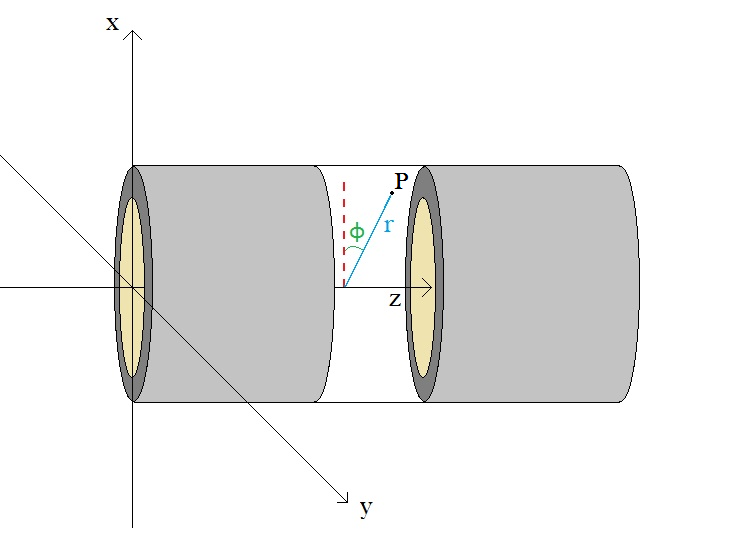
Esquema mostrando o interior de um segmento de uma guia de ondas cilíndrica com representação do sistema de coordenadas cilíndricas para definir um ponto P.

Num problema matemático deste tipo, conhecido como Problema de valor sobre o contorno, as propriedades do sistema criam um conjunto de restrições que são aplicadas sobre as soluções analíticas possíveis, através de expressões conhecidas como condições de contorno.
No caso de uma guia de onda com paredes condutoras, temos que os campos elétricos tangentes a essas paredes devem ser iguais a zero:
{\displaystyle E_{\parallel }|_{r=a}=0}

## Modo TM
Neste caso, o campo magnético não possui componente longitudinal (ao longo do eixo da guia):
{\displaystyle H_{z}^{0}=0}
{\displaystyle E_{\parallel }|_{r=a}=E_{z}^{0}(a)=0}
Como vimos, isso implica:
{\displaystyle C_{n}J_{n}(k_{c}a)\cos(n\phi )e^{-\gamma z}=0\Rightarrow J_{n}(k_{c}a)=0}
Definindo {\displaystyle p_{nl}} como sendo a l-ésima raíz da função de Bessel {\displaystyle J_{n}}, temos que:
{\displaystyle k_{c}={\frac {p_{nl}}{a}}}
Sendo que os valores dessas raízes são tabelados e disponíveis em diversos livros, sites e softwares. Os valores de {\displaystyle p_{nl}} determinam então os modos normais para o caso TM, os quais são normalmente conhecidos como TMnl.

## Modo TE
Neste caso, o campo elétrico não possui componente longitudinal:
{\displaystyle E_{z}^{0}=0}
{\displaystyle E_{\parallel }|_{r=a}=E_{\phi }^{0}(a)=0}
Usando resultados obtidos anteriormente, temos:
{\displaystyle H_{z}^{0}=C'_{n}J_{n}(k_{c}a)\cos(n\phi )e^{-\gamma z}}
{\displaystyle E_{\phi }^{0}={\frac {1}{k_{c}^{2}}}\left({\frac {\gamma }{r}}{\frac {\partial E_{z}^{0}}{\partial \phi }}-{j\omega \mu }{\frac {\partial H_{z}^{0}}{\partial r}}\right)}
{\displaystyle \therefore }
{\displaystyle E_{\phi }^{0}(a)={\frac {j\omega \mu }{k_{c}}}C'_{n}J'_{n}(k_{c}a)\cos(n\phi )=0\Rightarrow J'_{n}(k_{c}a)=0}
Sendo {\displaystyle C'_{n}} uma constante complexa associada com as condições de contorno e {\displaystyle J'_{n}} a primeira derivada da função de Bessel ordinária do primeiro tipo. 
Definindo {\displaystyle p'_{nl}} como sendo a l-ésima raíz da derivada da função de Bessel {\displaystyle J'_{n}}, temos que:
{\displaystyle k_{c}={\frac {p'_{nl}}{a}}}
Sendo que os valores dessas raízes são também tabelados e disponíveis em diversos livros, sites e softwares. Os valores de {\displaystyle p'_{nl}} determinam então os modos normais para o caso TE, os quais são normalmente conhecidos como TEnl.

## Modo TEM
Neste caso {\displaystyle E_{z}^{0}=H_{z}^{0}=0}.
Aplicando isso na Lei de Gauss e na Lei de Faraday, notamos que {\displaystyle \mathbf {E} } tem divergente e rotacional nulos, e portanto pode ser escrito como o gradiente de um potencial escalar que satisfaz a equação de Laplace. Porém esta equação não admite máximos ou mínimos locais, e as condições de contorno requerem que a parede externa condutora seja equipotencial, de forma que o potencial deve ser constante em toda a região da guia de onda, e {\displaystyle \mathbf {E} =\mathbf {0} }, e não há propagação de ondas TEM. Foi feita a consideração de que não há nenhum segundo condutor dentro do primeiro que pudesse alterar o potencial no interior da guia de onda. Nos casos em que isso ocorre, como nas guias de onda coaxiais e bifibrilares, é possível observar modos TEM.

## Plots dos modos normais
Usando as equações acima é possível escrever códigos em programas de análise matemática e plotar os campos na seção transversal da guia de onda. A escala de cores utilizada indica regiões de campos nulos (seu módulo é igual a zero) em vermelho, e regiões amarelas, verdes e azuis denotam módulos cada vez maiores, ou seja, campos mais intensos.
Por simplicidade e para ambos os casos, visando obter uma representação qualitativa do comportamento dos campos, todos os plots mostrados a seguir foram gerados utilizando-se um sistema de unidades arbitrárias nos quais todas as constantes físicas fossem iguais a 1, e todas as demais constantes necessárias para o cálculo também foram definidas como sendo 1, exceto pelo raio da guia de onda, que foi tomado como 2,5 unidades desse sistema. Variar esses parâmetros produz padrões de intensidades diferentes, mas o comportamento qualitativo das direções e sentidos dos campos se mantém semelhante.
Para os Modos TEnl, obtém-se os seguintes plots:
|  |  |  |  |  |  |
|  |  |  |  |  |  |
|  |  |  |  |  |  |
|  |  |  |  |  |  |
|  |  |  |  |  |  |
|  |  |  |  |  |  |
|  |  |  |  |  |  |
|  |  |  |  |  |  |

Para os modos TMnl, obtém-se:
|  |  |  |  |  |  |
|  |  |  |  |  |  |
|  |  |  |  |  |  |
|  |  |  |  |  |  |
|  |  |  |  |  |  |
|  |  |  |  |  |  |
|  |  |  |  |  |  |
|  |  |  |  |  |  |